# Alžběta Augusta Bádenská
Alžběta Augusta Bádenská (německy Elisabeth Augusta Franziska Eleonore von Baden-Badenu, 16. března 1726 Rastatt – 7. ledna 1789 Freiburg im Breisgau) byla německá šlechtična a posledním člen Bádenské linie dynastie Bádenských.

## Život

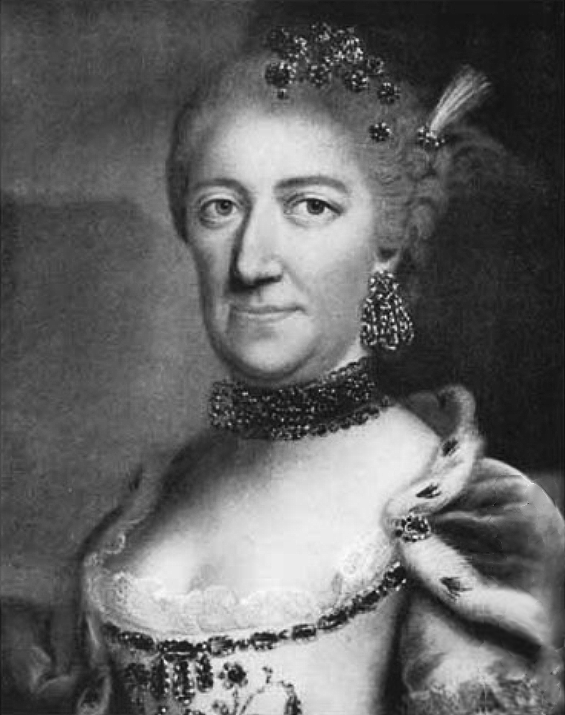
Portrét Alžběty Augusty od neznámého malíře

Alžběta Augusta Františka Eleonora z Baden-Badenu byla dcerou bádenského markraběte Ludvíka Jiřího a jeho manželky Marie Anny ze Schwarzenbergu.
V roce 1765 získala zámek Riegel, který se po rozsáhlé přestavbě a rozšíření stal jejím letním sídlem. Alžběta si později nechala postavit rezidenci ve Freiburgu, kde podporovala místní hudební scénu a financovala zdejší orchestr. Byla také sponzorkou v roce 1785 nově postaveného městského divadla ve Freiburgu.
Když se katolické kruhy snažily rušit jednání o dědické smlouvě mezi markrabaty Karlem Bedřichem a Augustem Jiřím, konvertoval strýc Karla Bedřicha Karel Vilém Evžen Bádensko-Durlašský coby luterán ke katolicismu. Doufal, že sňatkem s Alžbětou Augustou získá Bádenské markrabství nebo alespoň západočeského panství Ostrov (Schlackenwerth) u Karlových Varů. Jelikož však Alžběta se sňatkem nesouhlasila, tento jeho plán selhal.
Dědická smlouva mezi Karlem Bedřichem a Augustem Jiřím byla uzavřena v roce 1765, měl August Jiří za svou neteř roční příspěvek 11 000 guldenů, pokud zůstane neprovdaná. 
Od roku 1771 žila převážně v Ostrově, který spravoval kníže Jan Nepomuk ze Schwarzenbergu, a na něž Alžběta měla užívací právo. Ostrov byl jedním ze statků markrabat z Baden-Badenu vyloučených z dědické smlouvy.
Markraběnka Alžběta Augusta zemřela 7. ledna 1789 ve Freiburgu v Breisgau a podle dědické smlouvy uzavřené v roce 1771 přešly statky po Alžbětině smrti v roce 1789 do vlastnictví císařské rodiny.

## Manželství
Dne 2. února 1775 se provdala za mladšího hraběte Michaela Václava z Althanu (1743-1810), císařského komorníka ze šlechtického rodu Althannů z řad staré dolnobavorské šlechty. Manželství zůstalo bezdětné a smrtí Alžběty vymřela rodová linie Baden-Badenů.